# Dermot Keaney
Dermot Keaney, född 28 augusti 1964, är en brittisk skådespelare.

## Filmografi (urval)
- 2007 – Pirates of the Caribbean - Vid världens ände - Maccus
- 2006 – Pirates of the Caribbean - Död mans kista  - Maccus
- 1998 – Kusin Bette - chef över gendarmeriet
- 1995 – Den galne kung George - lakej